# Shinjin gakudō

Shinjin gakudō (身心學道) "Étude de la Voie avec le corps et l'esprit" est un fascicule du Shōbōgenzō ("Le Trésor de l'Œil de la Vraie Loi"), le chef-d'œuvre de Dōgen, fondateur de l'école zen Sōtō. Dans ce sermon prononcé en 1242, Dôgen aborde la place du corps et de l'esprit dans l'étude de la Voie. Ce texte illustre également les difficultés de traduction que présente l'ensemble du Shôbôgenzô.

## Titre

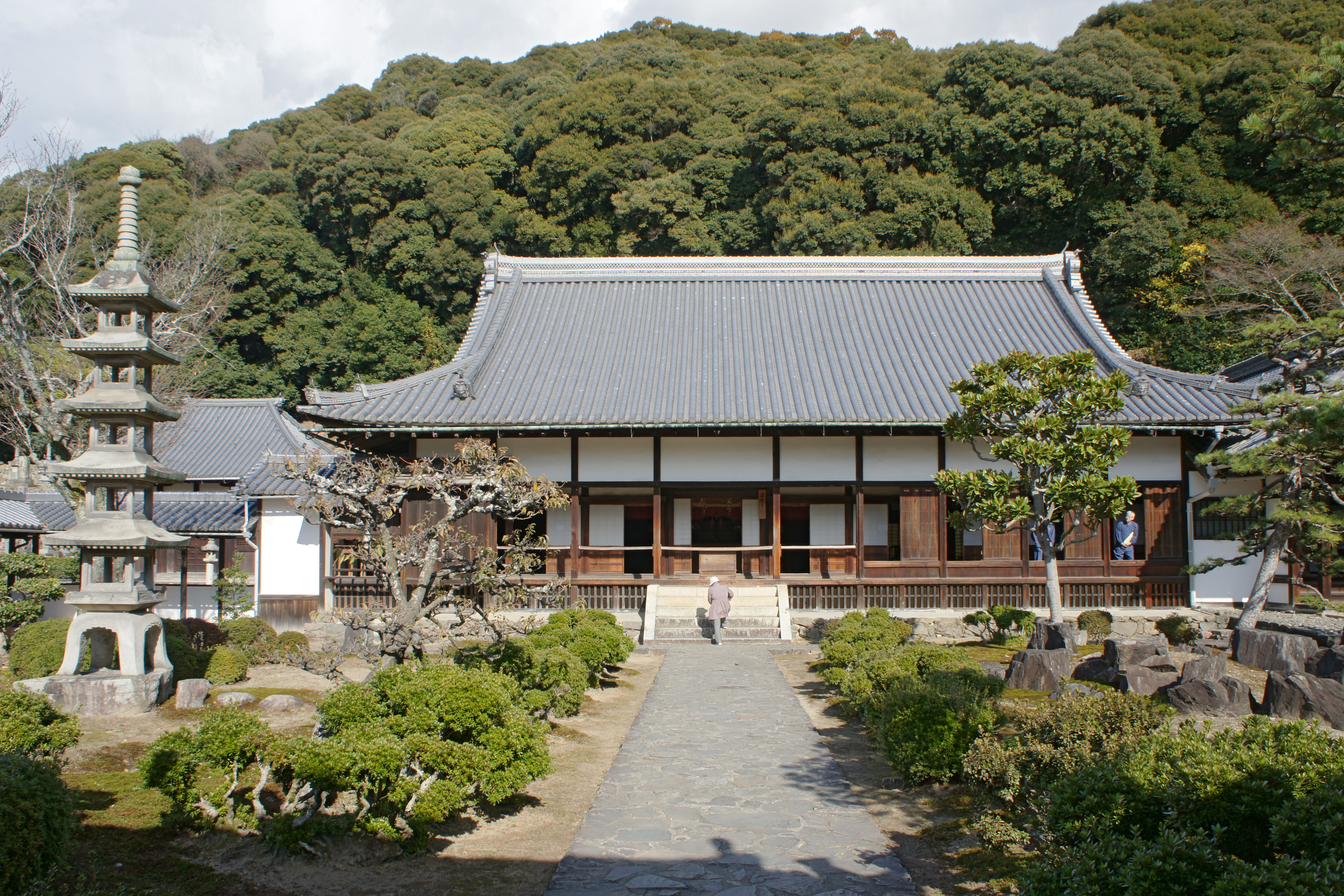
Temple Kosho-ji où fut prononcé ce sermon en 1242

Le titre Shinjn gakudō est composé de quatre caractères sino-japonais : 身 (jin : le corps) - 心 (shin : l'esprit) - 學 (gaku : étudier / l'étude) - 道 (dō : la Voie). Il est généralement traduit en considérant que shinjin (le corps et l'esprit) est un complément d'agent : « Étude de la Voie avec le corps et l'esprit », mais on peut aussi bien considérer que shinjin a une fonction grammaticale de sujet, et traduire alors ce titre par : « Le corps et l'esprit étudient la Voie ». Selon Yoko Orimo, cette ambiguïté dans le titre pourrait représenter l'un des enjeux du sermon .

## Présentation
Yoko Orimo estime qu'en associant dans ce sermon le corps et l'esprit, Dōgen nous permet de nous unir à la Nature originaire, puisque l'étude de la Voie avec le cœur ne consiste en rien d'autre que l'étude de soi-même, et que le corps, qui n'est pas un obstacle dans une quête spirituelle, est le moyen de s'unir à cette Nature originaire, le « cosmos ». Taisen Deshimaru s'exprime dans les mêmes termes : « Le corps et l'esprit sont reliés au cosmos ».
Le texte comporte des passages denses et difficiles, dont on ne peut comprendre la portée conceptuelle que dans une interprétation intertextuelle de l'ensemble du Shôbôgenzô. Taisen Deshimaru considère que « Comprendre les textes de Dôgen, c'est comme vouloir saisir les nuages dans le ciel. Les paroles de Dôgen ne sont pas du savoir. Ce sont des kôan. Il faut comprendre de mon âme à ton âme (i shen den shin) » et Pierre Nakimovitch résume le procédé de Dôgen dans ce sermon : « la fidélité aux écritures consiste moins à lire qu'à dé-lire les mots. Lier puis délier ». Janine Coursin rappelle cependant que la pratique du kôan, systématique dans l'école Rinzai, est toujours complétée, dans l'école Sôtô, par l'étude et la pratique de zazen, auxquelles Dôgen revient toujours.
Après une courte introduction, le sermon comporte deux parties, la première consacrée à l'« esprit », la seconde au thème du « corps », associés l'un et l'autre à la pratique de zazen. Le thème de la non-dualité y est fréquemment rappelé : « ne vous engagez pas dans des discussions sur l'illusion et le satori, le bien et le mal. Ne vous laissez pas enfermer dans les limites du juste et de l'injuste, du vrai et du faux ».

### Traduction deshin
Le terme sino-japonais 心 shin (chinois xin) est polysémique par rapport au sanscrit, ce que rappelle Dōgen lui-même en citant les termes sanscrits concernés, et que les traducteurs présentés traduisent par :
- Taisen Deshimaru : conscience (citta) -  cœur (karita) - compréhension (irida)[8]
- Yoko Orimo : esprit (citta) - organe vital (hrdaya) - siège de la pensée (vijnâna)[9]
- Pierre Nakimovitch : intelligence (citta) - cœur (hrdaya)- réflexion profonde (vrddha)[10]
- Janine Coursin : pensée (citta) - cœur de chair (hrdaya) - conscience universelle (irita)[11]

Dôgen semblant cependant ne vouloir privilégier aucune de ces significations du sanscrit (« Lorsque nous étudions avec l'esprit, nous devons étudier de nombreux états d'esprit, tous les divers états de conscience »), le champ lexical impliqué par shin dans ce texte recouvre en français l'ensemble de ces notions. Ce point illustre la difficulté de compréhension et de traduction de ce texte foncièrement polysémique et impliquant le sanscrit, le chinois et le japonais. Dans ces conditions, les traducteurs cités utilisent : cœur, esprit, âme, pensée, faisant des choix différents selon leur compréhension du texte original, le contexte de son emploi, et les connotations des termes français. Dans le texte de l'article, c'est esprit qui est utilisé de préférence, mais dans les citations le choix de chaque traducteur est respecté.

## Enseignement

### Non-dualité
Dès l'introduction, Dôgen souligne que la distinction du corps et de l'esprit, comme deux façons d'étudier la Voie (« Provisoirement, disons qu'il y a deux manières d'étudier la Voie : par l'esprit et par le corps ») est artificielle. Il s'agit en fait d'un artifice pédagogique, il n'y a pas de dualité car « le corps est le corps de l'esprit et l'esprit est l'esprit du corps ».
Taisen Deshimaru prolonge cette remarque en faisant le parallèle entre le couple corps/esprit et le couple pratique/satori (éveil) : « Le corps et l'esprit sont reliés au cosmos. Par la pratique de zazen, vous pouvez le comprendre. C'est le satori » en utilisant l'image (fréquemment utilisée également par Yoko Orimo) d'une feuille de papier : « Pratique [shu] et satori [sho] sont invisibles. Shu est invisible du point de vue de sho, et sho est invisible du point de vue de shu, tout comme l'endroit d'une feuille de papier est invisible pour l'envers, et l'envers est invisible pour l'endroit (...) Lorsque nous regardons le recto d'une feuille de papier, nous voyons seulement l'endroit et non l'envers. Aussi l'endroit et l'envers sont-ils seulement un et non deux. Il n'y a ni relativité ni opposition (...) Si vous étudiez le corps, vous pouvez comprendre l'esprit. Si vous étudiez l'esprit, vous étudiez le corps ».
Dans le passage cité plus bas dans l'encadré "Le cœur - [shin]", Dôgen n'utilise ni sujet ni objet grammatical, effaçant ainsi la dualité sujet/objet après avoir fait allusion à une phrase du cofondateur de l'école Sôtô : « J'ai compris la vraie nature de Bouddha avant l'ère Kantsû, et je suis allé au-delà après l'ère Kantsû ».

### L'esprit[shin]
Selon l'expression de Yoko Orimo, l'étude de la Voie avec l'esprit n'est rien d'autre que l'étude de ce qu'est l'esprit, c'est-à-dire soi-même.
Sous diverses formes, Dôgen et les commentateurs répètent que « La pensée est coextensive au domaine des existants ». Pierre Nakimovitch commente en ajoutant que, d'un point de vue de l'esprit, « Le monde est pensée, mais cette pensée n'est pas un élément spirituel, la pensée n'est pas pensée, la pensée est un caillou » et rappelle que, sur le plan existentiel, « La pensée n'est pas l'être de l'univers, puisque ni la pensée ni l'univers ne sont des êtres ».
La pensée ne vient donc pas avec la naissance ni ne s'en va avec la mort : « Lorsque nous naissons, nous n'ajoutons ni ne créons aucun esprit nouveau, et il ne vient de nulle part. Ce n'est qu'une réalisation visible de l'esprit cosmique dans un corps et un esprit (...) Lorsque nous mourons, nous ne faisons pas décroître ni disparaître l'esprit, et il ne va nulle part ».
En fait, l'étude de la Voie est du domaine de l'ainsité, de l'inexprimable par le langage, « Et c'est parce qu'elle est ainsi [ainsité, quiddité] que les murs, tuiles et pierres sont esprit. Il n'y a pas de triple monde ou de plan des essences d'un esprit unique qui serait à part : il y a des murs, des tuiles et des pierres ».

### Le corps
Quand on étudie l'esprit, cela inclut l'étude du corps et de l'esprit ; quand on étudie le corps, cela inclut l'étude de l'esprit et du corps : faire zazen chaque jour, c'est la façon la plus élevée d'étudier la Voie, de réaliser l'esprit d'éveil. Quand on fait zazen, il faut se concentrer sur la posture, et l'esprit devient juste, inutile de penser « je dois corriger mon esprit ».
L'étude de la Voie identifie le corps au cosmos, le maintien dans l'étude, origine et terme de la recherche : « Il faut construire une salle des moines et un pavillon de Bouddha dans un atome de poussière, et le monde entier dans la salle des moines et le pavillon de Bouddha. Nous les construisons et ils nous construisent. C'est parce qu'il en est ainsi [ainsité, quiddité] que le vrai corps de l'homme est l'univers entier ».
La vision du corps par Dôgen est donc positive dans la recherche de la Voie, mais aussi pour la résolution du dualisme naissance / mort, côtés opposés d'une même réalité : « Dire que l'alternance de la vie et de la mort est le corps vrai de l'homme signifie que vie et mort sont le lieu où erre l'homme ordinaire et aussi celui où le sage se libère (...) L'homme ordinaire ignore que vie et mort cohabitent (...) La vie est l'actualisation de la totalité de l'activité de l'univers ; la mort est aussi l'actualisation de cette activité ». Janine Coursin rapproche cette réflexion de la position de Kōshō Uchiyama : « Aucune chose n'a de forme fixe, et c'est parce qu'aucune chose n'est établie qu'on la dit vide. Soudain, elle apparaît, et soudain, elle disparaît, parce que la liaison avec l'avant et l'après est tranchée ».

### Entrer dans la montagne
Faire zazen, c'est entrer dans la montagne. Dôgen distingue trois états de l'esprit intervenant dans la pratique de zazen : la pensée [shiryo], la non-pensée (ou absence de pensée) [fushiryo], et ce qui n'est pas de l'ordre de la pensée [hishiryo], et Pierre Nakimovitch prolonge cette analyse : « En tant que pensée du non-être, la non-pensée approche la vérité de l'insubstantialité ».
Taisen Deshimaru décrit ainsi la pratique de zazen en reprenant les termes de Dôgen : « À ce moment-là, on étudie avec la pensée et la non-pensée. Aller de pensée en non-pensée, de non-pensée en pensée, penser du tréfonds de la non-pensée, c'est la conscience hishiryo, le secret du zen ». Ces trois moments sont repris dans un dialogue fameux : « Un moine demande : Maître, que pensez-vous en restant immobile, assis sur le sol ? Le maître dit : Je pense la non-pensée. Le moine demande : Comment peut-on penser la non-pensée ? Le maître dit : Dans ce qui n'est pas de l'ordre de la pensée ». Il précise les conditions d'une pratique correcte : « Parfois nous devons repousser ces états de conscience, parfois les maintenir (...) Si vous répétez ces deux méthodes pour étudier, vous pouvez contrôler le côté gauche et le côté droit de votre cerveau et développer votre conscience hishiryo inconsciemment, automatiquement et naturellement ».
L'esprit d'éveil n'est pas intellectuel, ni conceptuel : « Le véritable esprit d'éveil est produit par l'esprit d'éveil lui-même. Il n'est pas engendré par la pensée intellectuelle, ni par le raisonnement, ni par la conscience rationnelle ».
Ainsi, reprenant l'expression de Dôgen, « Une pensée est montagne, eau, terre. La pensée suivante est une nouvelle montagne, une nouvelle eau, une nouvelle terre. Chaque pensée est indépendante, nouvellement créée, vitale et instantanée », nous devons accepter donc accepter les choses telles qu'elles viennent, indépendantes et instantanées, et sans les conceptualiser ni les objectiver ou subjectiver, car « La pensée est la substance du karma, elle crée l'action de l'esprit. À partir de l'esprit, le karma est créé, et, au-delà, tous les phénomènes du monde ».